# A Flurry in Furniture
A Flurry in Furniture è un cortometraggio muto del 1912. Il nome del regista non viene riportato nei credit del film interpretato da Howard Missimer, Eleanor Blanchard, Walter F. Scott e Mildred Weston.

## Produzione
Il film fu prodotto dalla Essanay Film Manufacturing Company.

## Distribuzione
Distribuito dalla General Film Company, il film - un cortometraggio a una bobina - uscì nelle sale cinematografiche statunitensi il 14 marzo 1912.